# Stadio di calcio
Lo stadio di calcio è un impianto sportivo destinato al gioco del calcio, costituito dal campo di gioco, dalle tribune e dalle ulteriori strutture complementari. Talvolta uno stadio viene utilizzato per altri sport, ad esempio il rugby, oppure per eventi come concerti.

## Stadi sede di finale del campionato mondiale di calcio
| Anno | Nazioni                | Stadio                         | Città             | Capienza anno della finale | Spettatori nella finale | Capienza 2020 |      |         |                       |            |        |        |        |
| ---- | ---------------------- | ------------------------------ | ----------------- | -------------------------- | ----------------------- | ------------- | ---- | ------- | --------------------- | ---------- | ------ | ------ | ------ |
| Anno | Nazioni                | Stadio                         | Città             | Capienza anno della finale | Spettatori nella finale | Capienza 2020 | 1930 | Uruguay | Stadio del Centenario | Montevideo | 93.000 | 68.346 | 60.235 |
| 1934 | Italia                 | Stadio Nazionale PNF           | Roma              | 55.000                     | 55.000                  | 24.973        |      |         |                       |            |        |        |        |
| 1938 | Francia                | Stadio olimpico Yves du Manoir | Colombes          | 60.000                     | 45.000                  | 14.000        |      |         |                       |            |        |        |        |
| 1950 | Brasile                | Stadio Maracanã                | Rio de Janeiro    | 160.000                    | 199.854                 | 78.838        |      |         |                       |            |        |        |        |
| 1954 | Svizzera               | Wankdorfstadion                | Berna             | 64.000                     | 62.500                  | 32.000        |      |         |                       |            |        |        |        |
| 1958 | Svezia                 | Råsundastadion                 | Solna             | 50.000                     | 49.737                  | Demolito      |      |         |                       |            |        |        |        |
| 1962 | Cile                   | Stadio nazionale del Cile      | Ñuñoa             | 70.000                     | 68.679                  | 48.665        |      |         |                       |            |        |        |        |
| 1966 | Inghilterra            | Stadio Wembley                 | Londra            | 82.000                     | 96.924                  | 90.000        |      |         |                       |            |        |        |        |
| 1970 | Messico                | Stadio Azteca                  | Città del Messico | 107.412                    | 107.412                 | 105.000       |      |         |                       |            |        |        |        |
| 1974 | Germania Ovest         | Olympiastadion                 | Monaco di Baviera | 80.000                     | 75.200                  | 69.250        |      |         |                       |            |        |        |        |
| 1978 | Argentina              | Stadio Monumental              | Buenos Aires      | 74.624                     | 71.483                  | 70.074        |      |         |                       |            |        |        |        |
| 1982 | Spagna                 | Stadio Santiago Bernabéu       | Madrid            | 90.800                     | 90.000                  | 81.044        |      |         |                       |            |        |        |        |
| 1986 | Messico                | Stadio Azteca                  | Città del Messico | 114.600                    | 114.600                 | 105.000       |      |         |                       |            |        |        |        |
| 1990 | Italia                 | Stadio Olimpico                | Roma              | 82.922                     | 73.603                  | 70.634        |      |         |                       |            |        |        |        |
| 1994 | Stati Uniti            | Rose Bowl                      | Pasadena          | 104.091                    | 94.194                  | 92.542        |      |         |                       |            |        |        |        |
| 1998 | Francia                | Stade de France                | Saint-Denis       | 80.698                     | 80.000                  | 80.698        |      |         |                       |            |        |        |        |
| 2002 | Corea del Sud Giappone | Stadio internazionale Yokohama | Yokohama          | 73.237                     | 69.029                  | 73.237        |      |         |                       |            |        |        |        |
| 2006 | Germania               | Olympiastadion                 | Berlino           | 74.475                     | 69.000                  | 74.475        |      |         |                       |            |        |        |        |
| 2010 | Sudafrica              | FNB Stadium                    | Johannesburg      | 94.736                     | 84.490                  | 94.736        |      |         |                       |            |        |        |        |
| 2014 | Brasile                | Stadio Maracanã                | Rio de Janeiro    | 78.838                     | 74.738                  | 78.838        |      |         |                       |            |        |        |        |
| 2018 | Russia                 | Stadio Lužniki                 | Mosca             | 78.011                     | 78.011                  | 78.011        |      |         |                       |            |        |        |        |

## Stadi italiani

### Stadi della Serie A 2023/2024
| Foto | Stadio                          | Provincia o Città Metropolitana | Regione               | Inaugurazione | Squadre     | Capienza |
| ---- | ------------------------------- | ------------------------------- | --------------------- | ------------- | ----------- | -------- |
|      | Giuseppe Meazza                 | Milano                          | Lombardia             | 1926          | Milan Inter | 75.923   |
|      | Olimpico                        | Roma                            | Lazio                 | 1953          | Roma Lazio  | 70.634   |
|      | Diego Armando Maradona          | Napoli                          | Campania              | 1959          | Napoli      | 55.000   |
|      | Artemio Franchi                 | Firenze                         | Toscana               | 1931          | Fiorentina  | 43.147   |
|      | Allianz Stadium                 | Torino                          | Piemonte              | 2011          | Juventus    | 41.507   |
|      | Luigi Ferraris                  | Genova                          | Liguria               | 1911          | Genoa       | 36.598   |
|      | Renato Dall'Ara                 | Bologna                         | Emilia-Romagna        | 1927          | Bologna     | 36.462   |
|      | Ettore Giardiniero-Via del Mare | Lecce                           | Puglia                | 1966          | Lecce       | 31.559   |
|      | Arechi                          | Salerno                         | Campania              | 1990          | Salernitana | 31.300   |
|      | Marcantonio Bentegodi           | Verona                          | Veneto                | 1963          | Verona      | 31.045   |
|      | Olimpico Grande Torino          | Torino                          | Piemonte              | 1933          | Torino      | 28.177   |
|      | Friuli                          | Udine                           | Friuli-Venezia Giulia | 1976          | Udinese     | 25.132   |
|      | Gewiss Stadium                  | Bergamo                         | Lombardia             | 1927          | Atalanta    | 24.950   |
|      | Mapei Stadium                   | Reggio Emilia                   | Emilia-Romagna        | 1995          | Sassuolo    | 21.525   |
|      | Brianteo                        | Monza e Brianza                 | Lombardia             | 1988          | Monza       | 16.917   |
|      | Unipol Domus                    | Cagliari                        | Sardegna              | 2017          | Cagliari    | 16.416   |
|      | Castellani                      | Firenze                         | Toscana               | 1965          | Empoli      | 16.284   |
|      | Benito Stirpe                   | Frosinone                       | Lazio                 | 2017          | Frosinone   | 16.227   |

## Galleria d'immagini

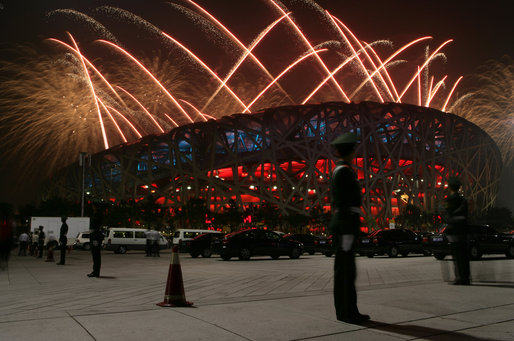
Stadio nazionale di Pechino a Pechino
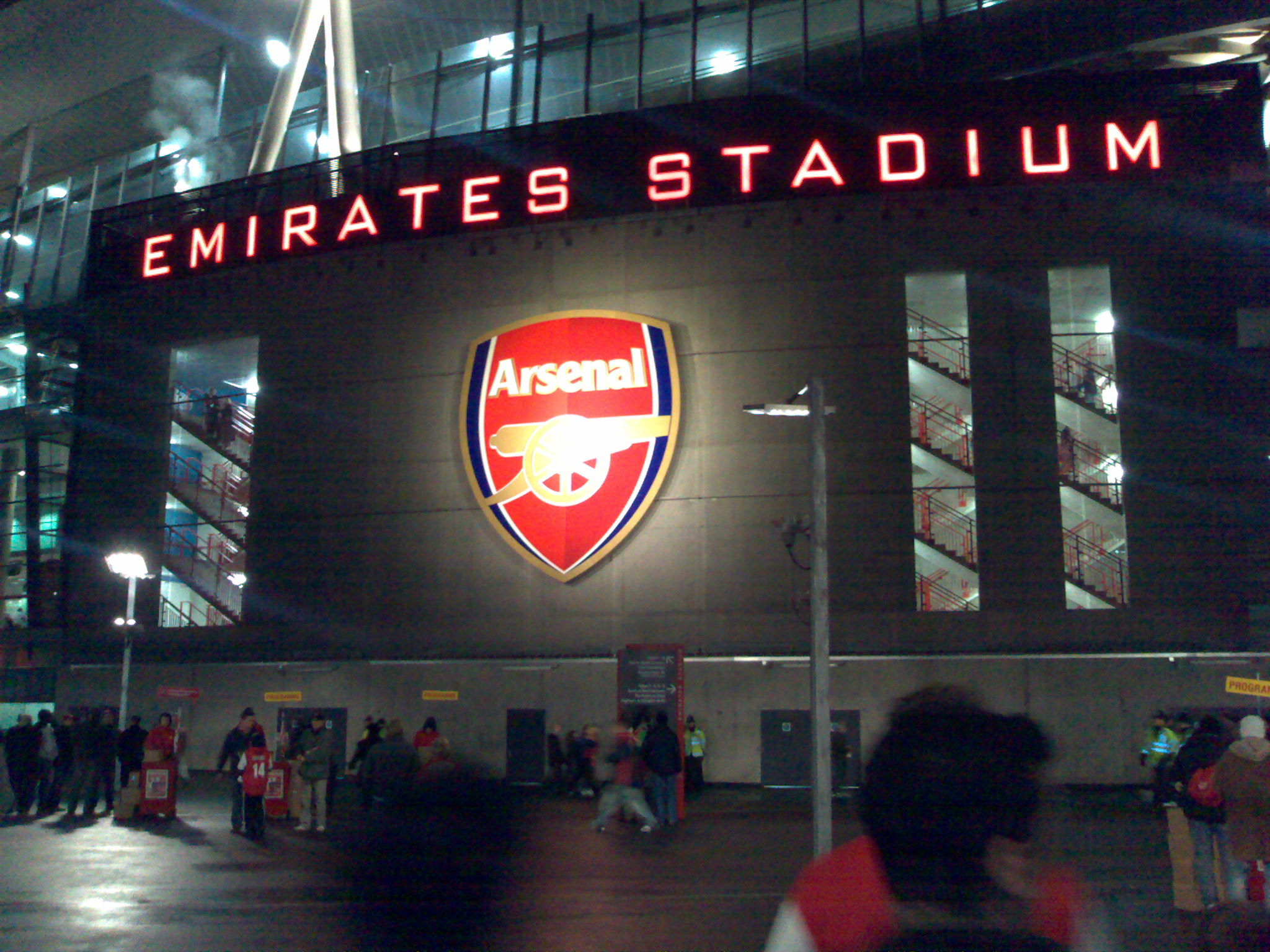
Emirates Stadium a Londra
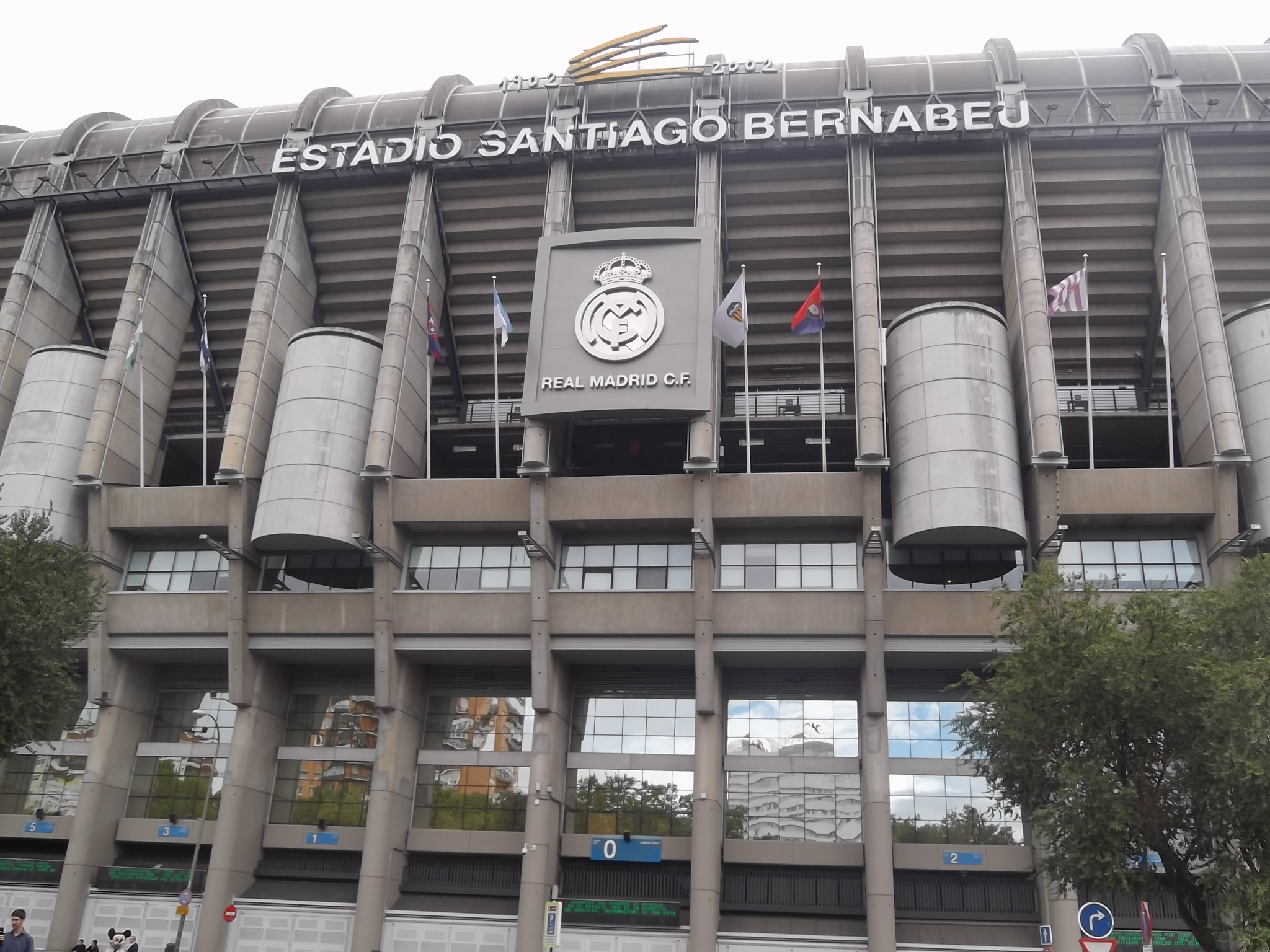
Santiago Bernabéu a Madrid
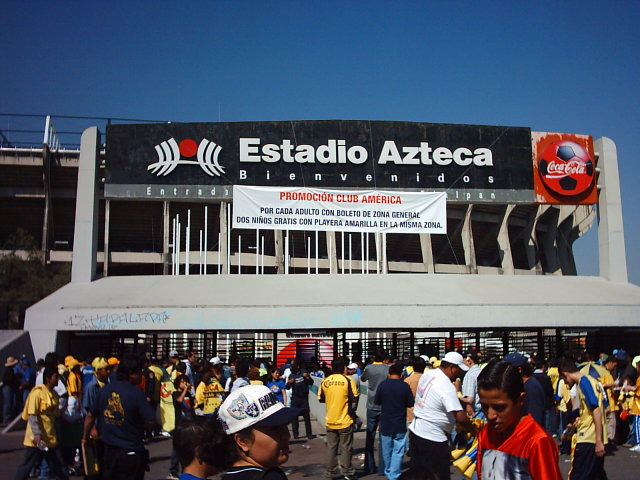
Stadio Azteca a Città del Messico
Stadio Giuseppe Meazza a Milano